# Erckartswiller
 Erckartswiller (en alsacià Erkertswiller) és un municipi francès, situat a la regió del Gran Est, al departament del Baix Rin. L'any 2005 tenia 238 habitants.
Forma part del cantó d'Ingwiller, del districte de Saverne i de la Comunitat de comunes de Hanau-La Petite Pierre.

## Demografia
| 1962 | 1968 | 1975 | 1982 | 1990 | 1999 |
| ---- | ---- | ---- | ---- | ---- | ---- |
| 200  | 207  | 209  | 214  | 207  | 212  |

## Administració
| Període | Identitat                | Partit |
| ------- | ------------------------ | ------ |
| 2001-   | Jean-Pierre Holtzscherer |        |